# Ставки (Хорошевский район)
Ставки (укр. Ставки) — село на Украине, находится в Хорошевском районе Житомирской области.
Население по переписи 2001 года составляет 319 человек. Почтовый индекс — 12126. Телефонный код — 4145. Занимает площадь 1,193 км².